# Gare de Saulieu
 (mai 2022).
La gare de Saulieu est une gare ferroviaire française de la ligne de Cravant - Bazarnes à Dracy-Saint-Loup,  située sur la commune de Saulieu, dans le département de la Côte-d'Or et en région Bourgogne-Franche-Comté.
C'était une gare de la SNCF, desservie par des trains de voyageurs jusqu'en 2011.
Depuis 2015 et la fermeture de la ligne de Cravant - Bazarnes à Dracy-Saint-Loup au service des marchandises, la gare de Saulieu n'est plus desservie que par le réseau régional d'autocars Mobigo (lignes régionales n°118, 120 et 123).

## Histoire

### Ouverture
La gare de Saulieu ouvre le 23 août 1882, en même temps que la section reliant Maison-Dieu à Dracy-Saint-Loup, sur la ligne de Cravant - Bazarnes à Dracy-Saint-Loup.

### Fermeture
La section reliant Avallon à Dracy-Saint-Loup, sur la ligne de Cravant - Bazarnes à Dracy-Saint-Loup, ferme aux services des voyageurs en décembre 2011 en raison du mauvais état de la voie.
Plus aucun train de voyageurs ne dessert alors Saulieu : en 2012, le guichet de la gare ferme, rendant impossible l'information des voyageurs et l'achat de billets.
Le tronçon reliant Avallon à Dracy-Saint-Loup reste ouvert au service des marchandises : un important trafic de trains de bois subsiste jusqu'en 2015, année durant laquelle intervient la fermeture de cette section au service marchandises.

## Desserte
La gare de Saulieu était desservie, jusqu'en 2011, par des trains de voyageurs reliant le plus souvent Autun à Avallon (et par extension à Auxerre et à Paris).
À la fermeture de la ligne au service des voyageurs, des autocars TER furent mis en place, suivant un parcours relativement similaire aux trains. Ce service a depuis été interrompu.
La gare est aujourd'hui desservie par trois lignes régionales (LR) du réseau interurbain d'autocars Mobigo :
- LR 118 (qui relie Dijon à Lacanche via Arnay-le-Duc et Pouilly-en-Auxois) ;
- LR 120 (qui relie Montbard à Liernais via Semur-en-Auxois) ;
- LR 123 (qui relie Autun à Avallon).

## Galerie
Bien que la section reliant Avallon à Dracy-Saint-Loup soit fermée à tout trafic, elle n'est pas déposée : il est toujours possible d'apercevoir près de la gare les voies laissées à l'abandon.

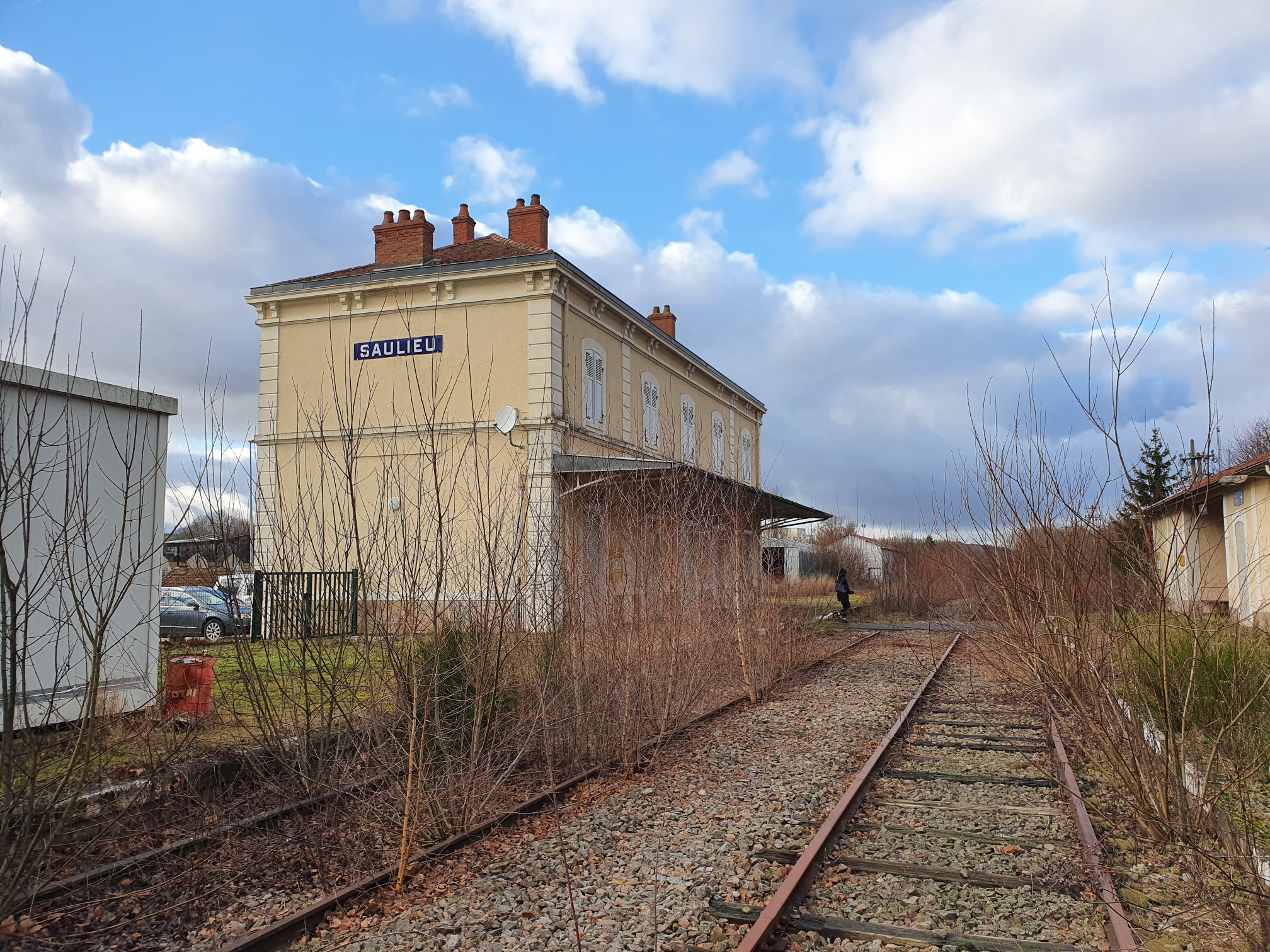
Vue du bâtiment voyageurs depuis les voies, en direction d'Avallon.
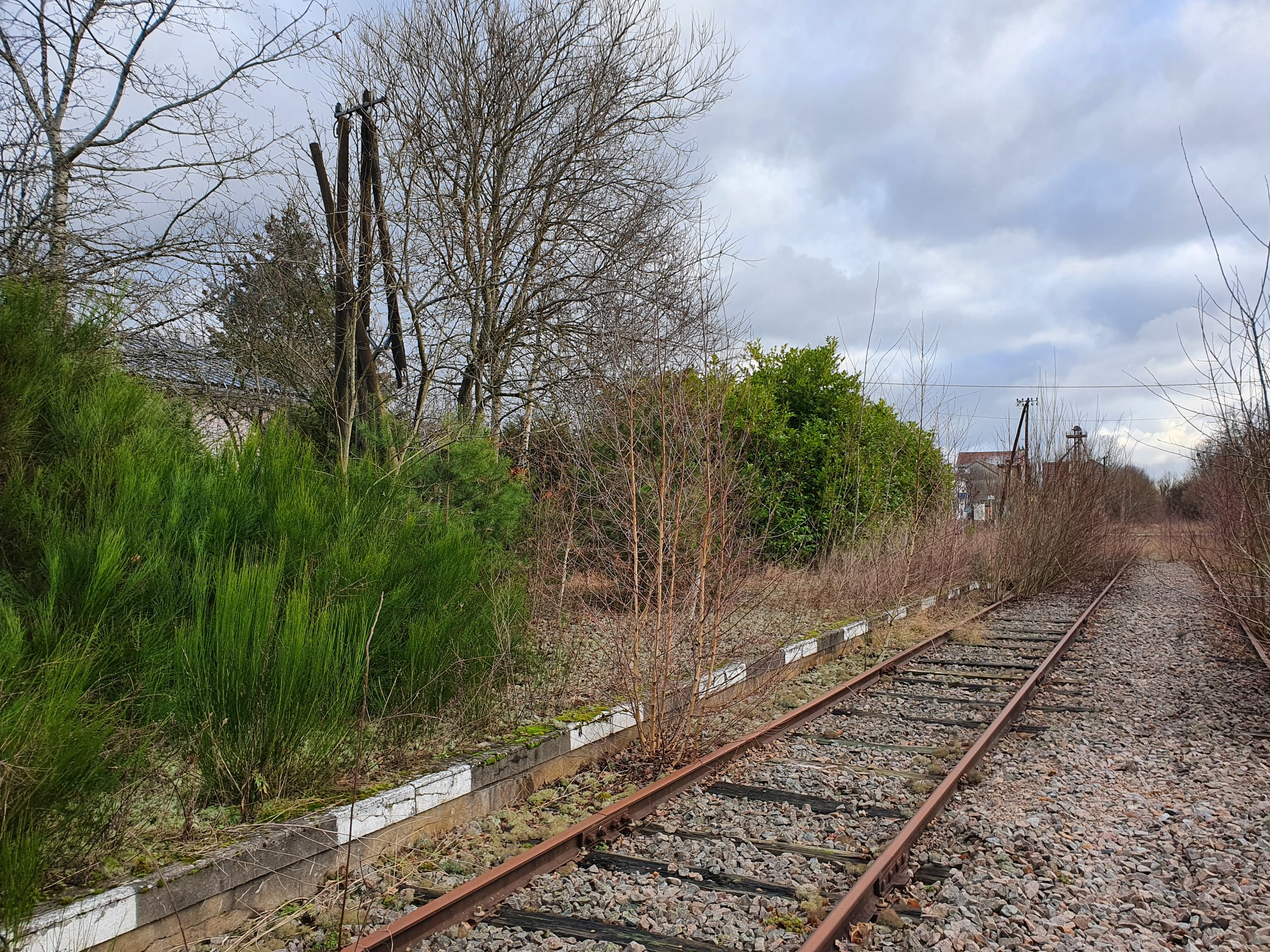
Vue du quai direction Autun, depuis les voies.
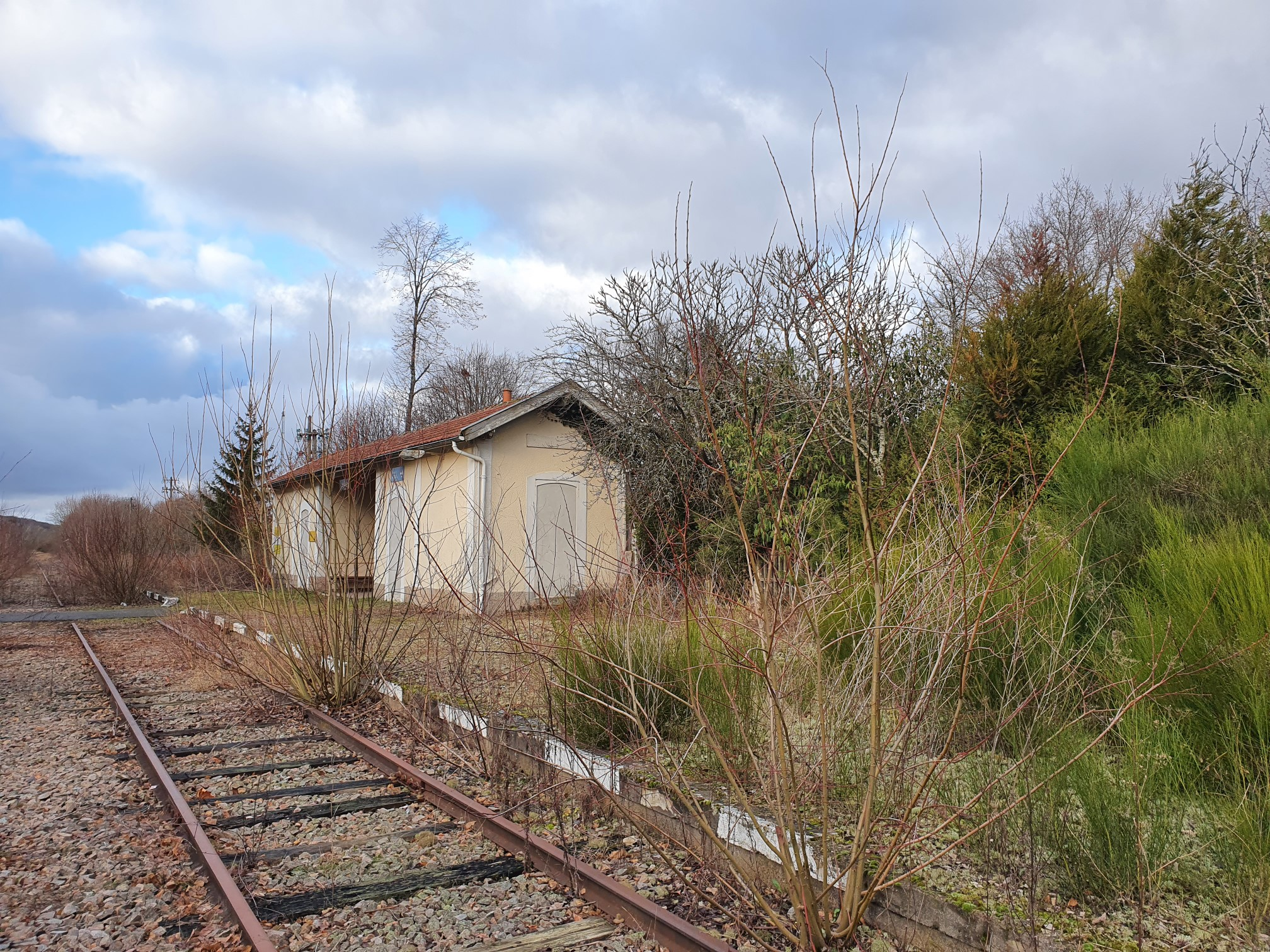
Vue de l'abri voyageurs sur le Quai vers Autun, en regardant vers Avallon.
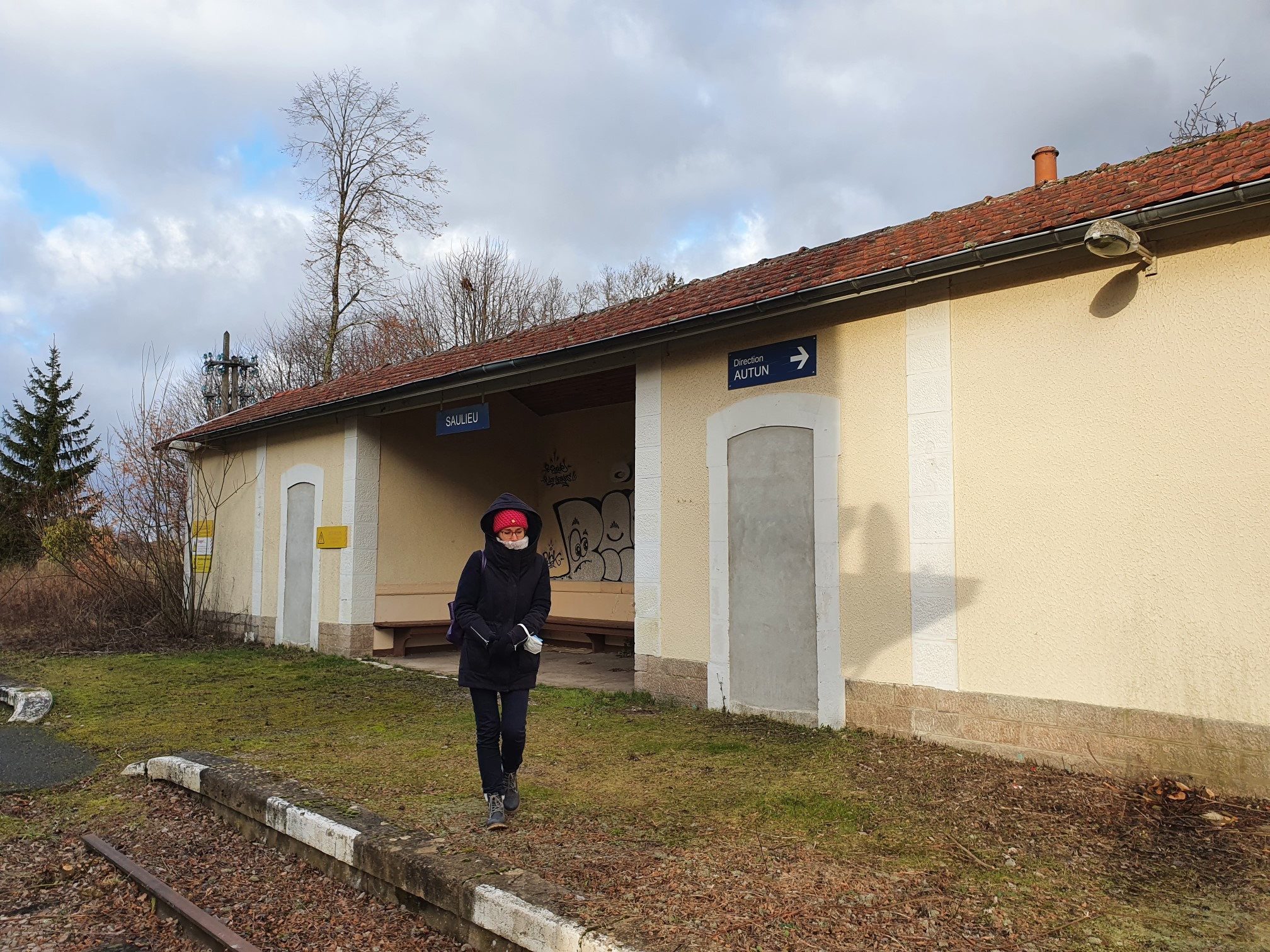
Vue de l'abri voyageurs sur le Quai vers Autun, en regardant vers Avallon.
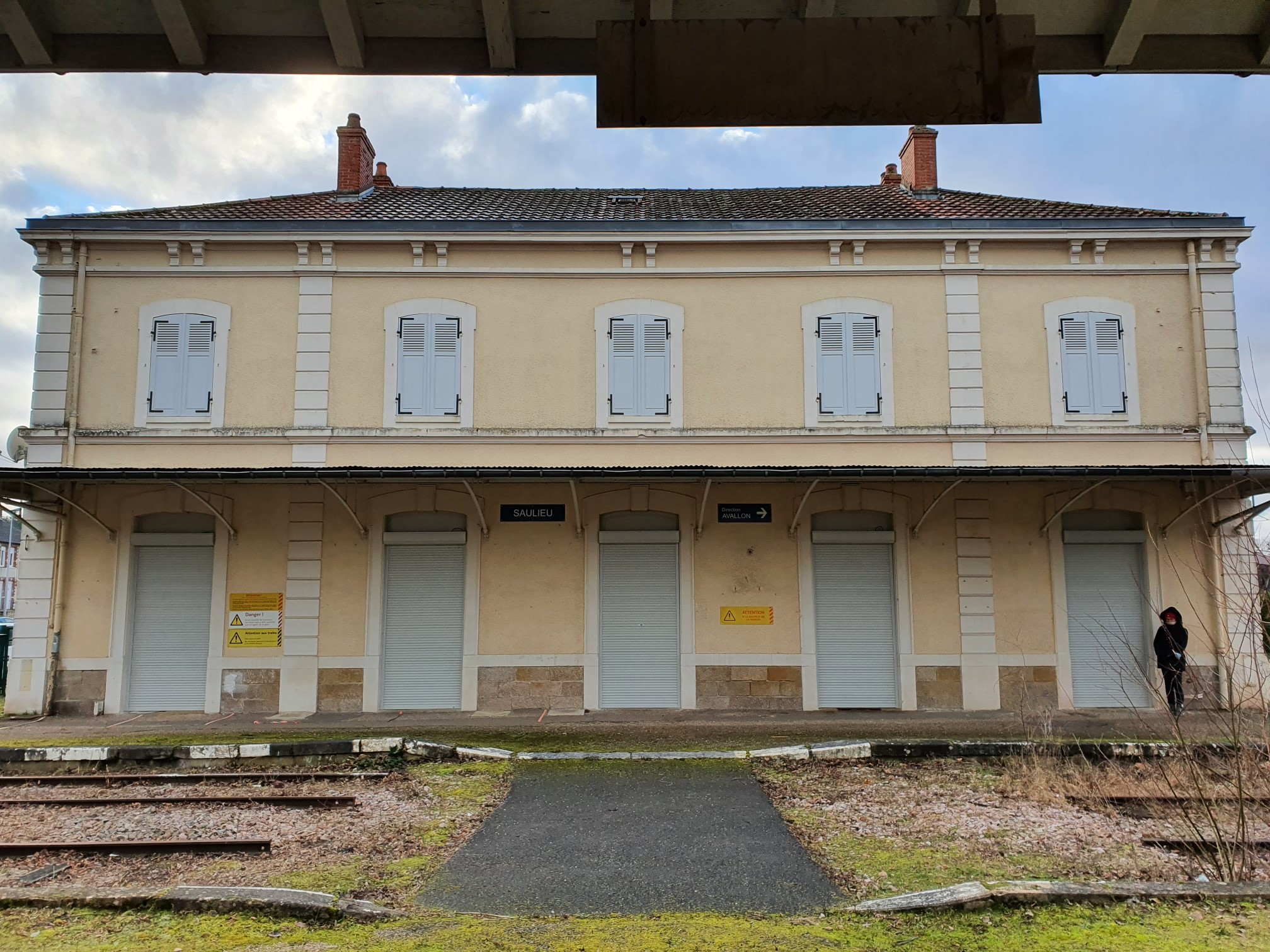
Vue du bâtiment voyageurs depuis le quai direction Autun.
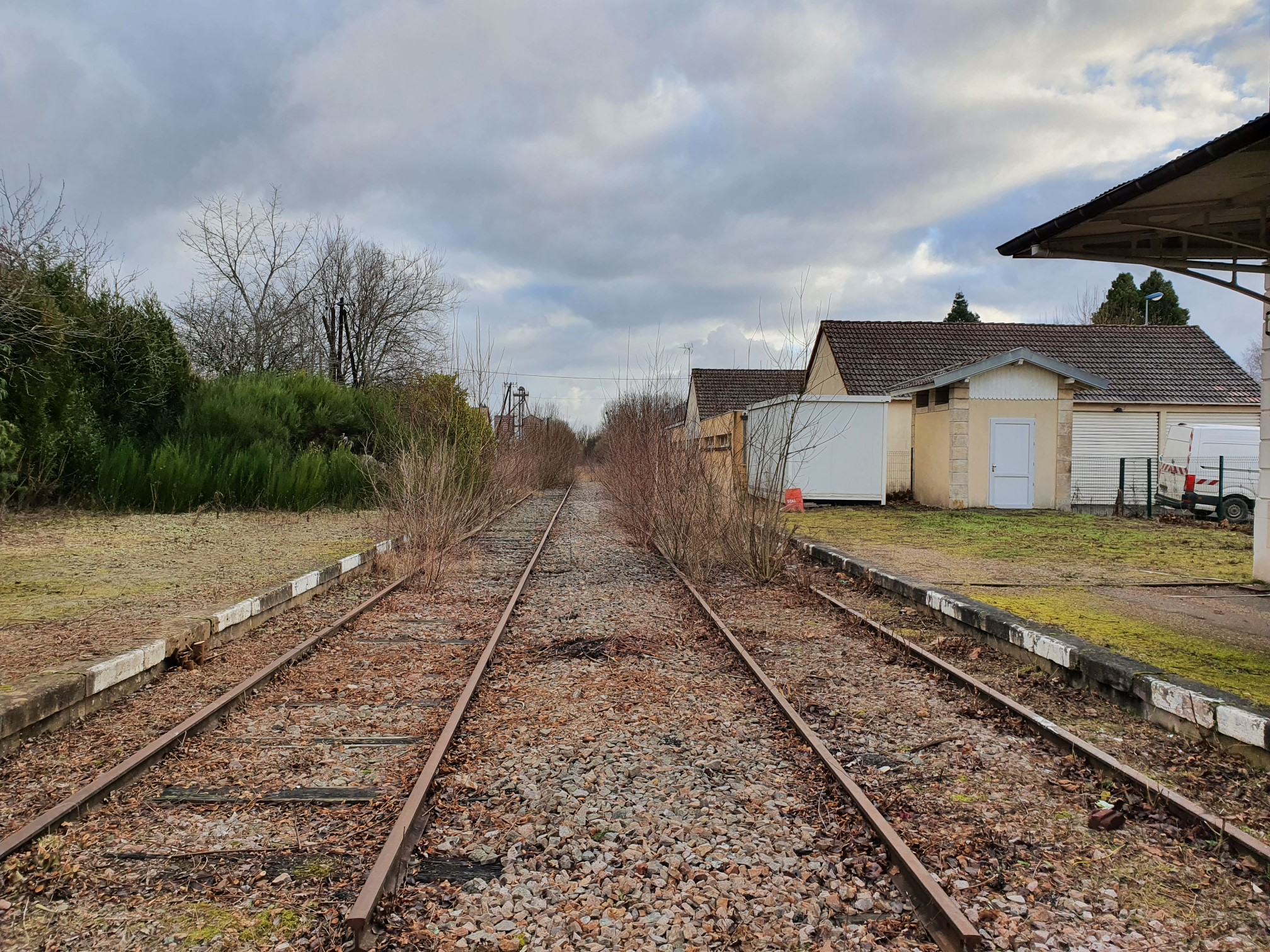
Vue des voies direction Autun.
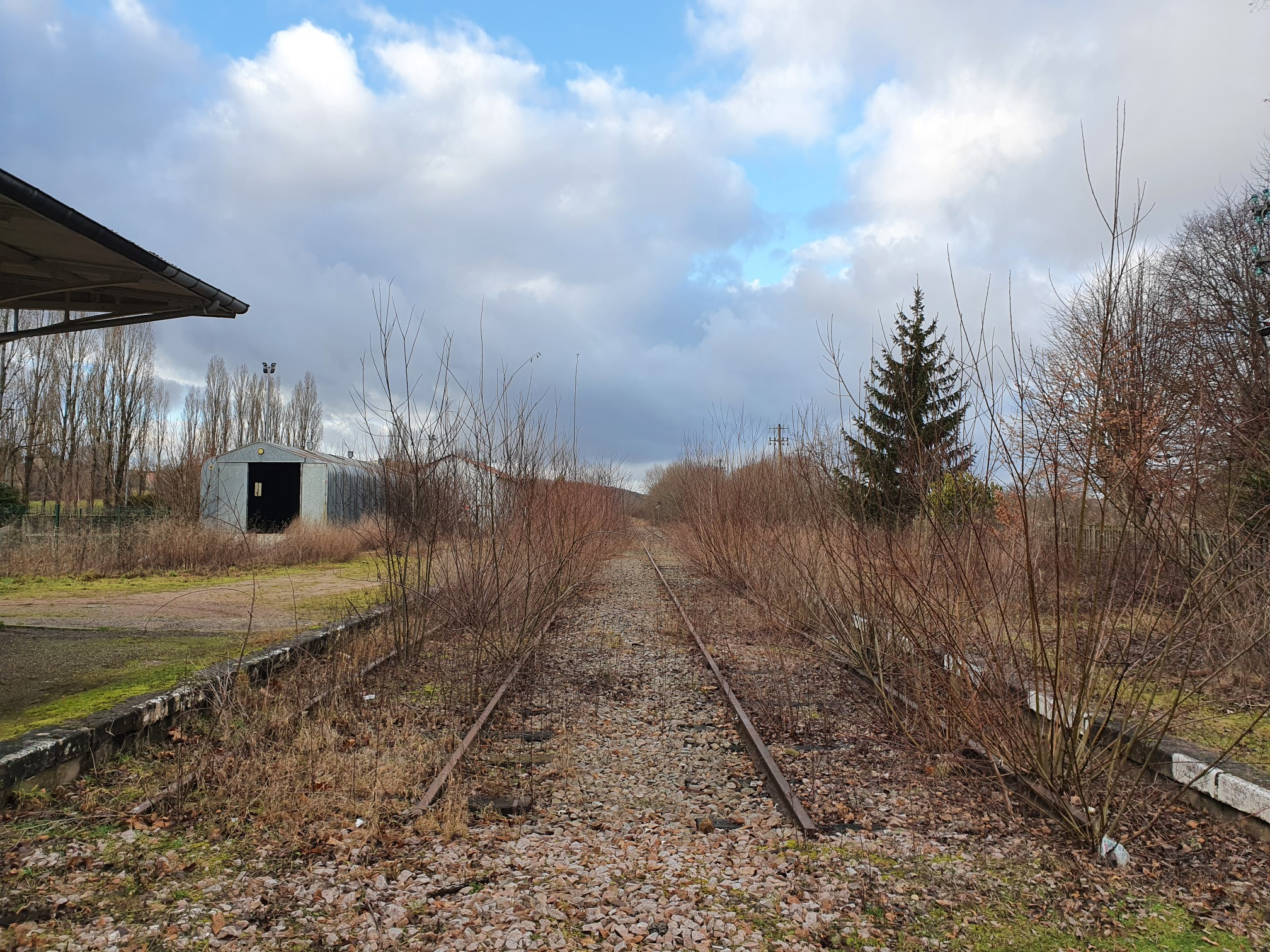
Vue des voies direction Avallon.
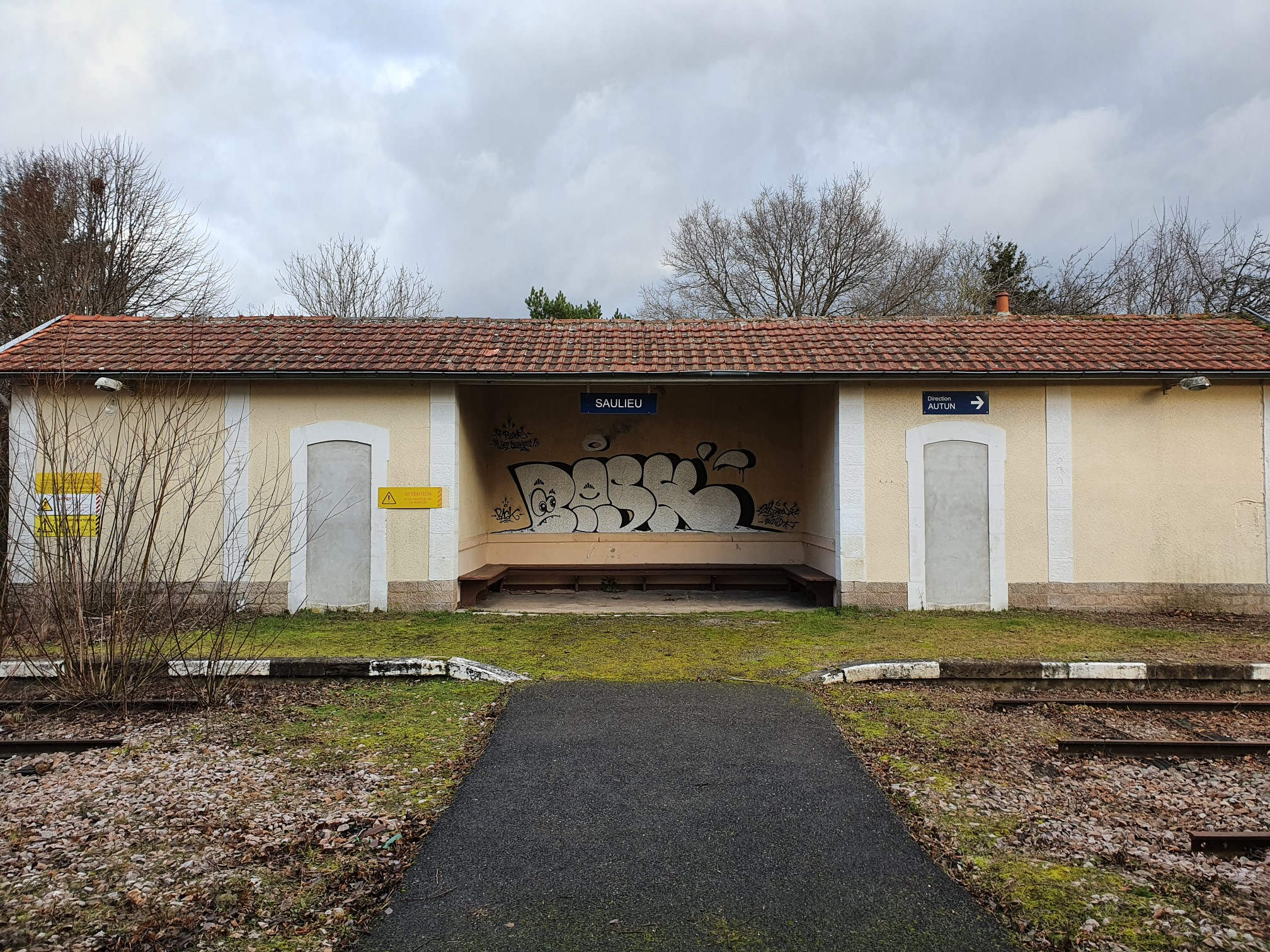
Vue de l'abri voyageurs situé sur le quai direction Autun.
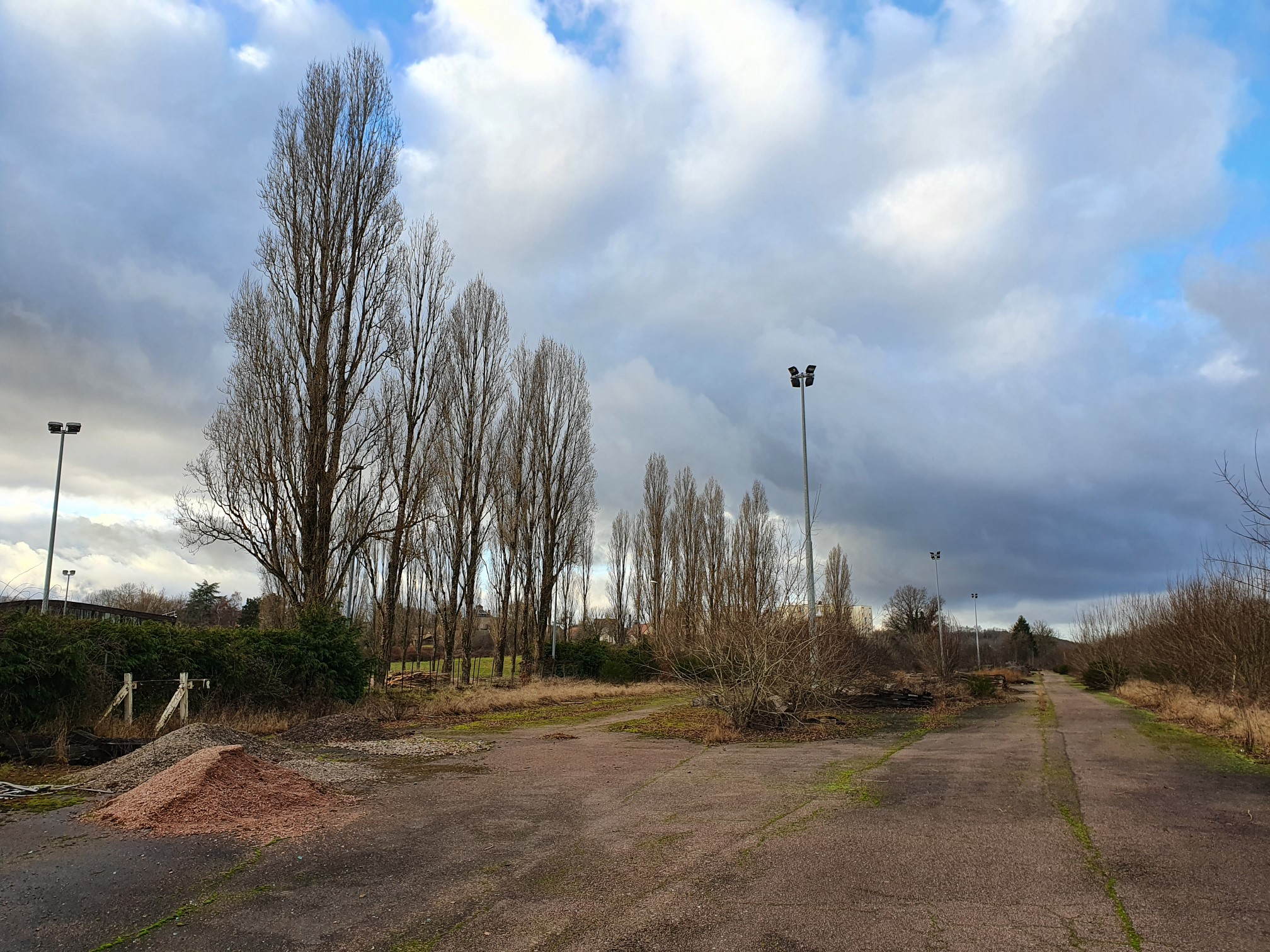
Ancienne base fret-bois.
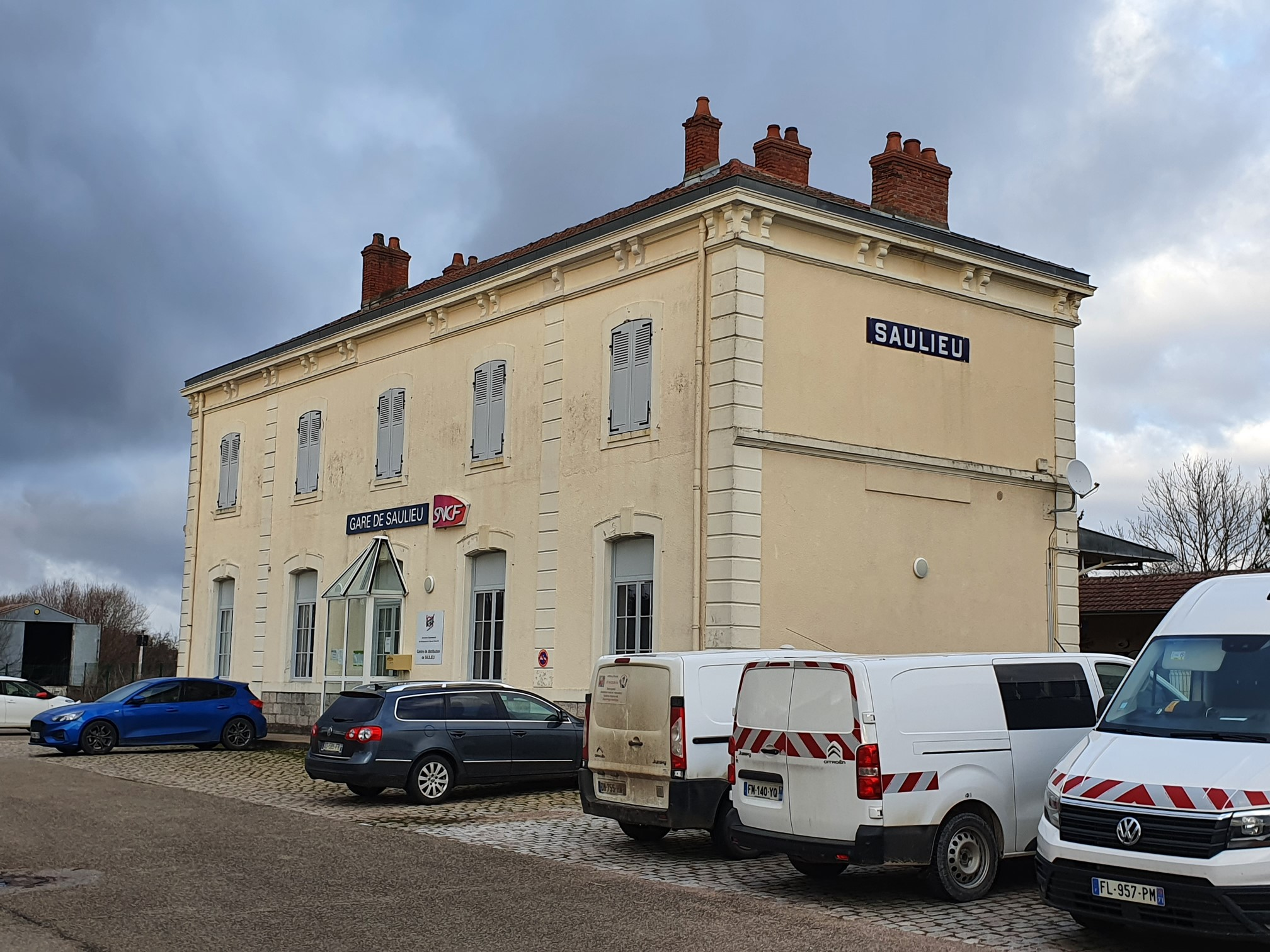
Bâtiment voyageurs depuis la place de la gare.